# Football Club de Nantes 1982-1983
Questa voce raccoglie le informazioni riguardanti il Football Club de Nantes nelle competizioni ufficiali della stagione 1982-1983.

## Stagione
Alla settima giornata del campionato il Nantes emerse dalla bagarre che caratterizzò l'apertura del torneo e diede avvio a una fuga che lo porterà ad acquisire un vantaggio sempre più crescente sulle rivali, giungendo al giro di boa a +4 sul Bordeaux e concludendo con dieci punti di vantaggio sui girondini: la conquista del sesto titolo nazionale avvenne con due turni di anticipo.
I Canarini giunsero inoltre vicini alla conquista della Coppa di Francia, chiudendo in vantaggio il primo tempo della finale con il Paris Saint-Germain, che successivamente rimontò e portò a casa il titolo nazionale. Il Nantes era giunto alla finale eliminando, fra le squadre di massima divisione, il Bordeaux agli ottavi e il Lilla in semifinale.

## Maglie e sponsor
Lo sponsor tecnico per la stagione 1982-1983 è Adidas, mentre gli sponsor ufficiale sono Europe 1 per il campionato e Calberson per la Coppa di Francia.
| Manica sinistra · Manica sinistra · Maglietta · Maglietta · Manica destra · Manica destra · Pantaloncini · Pantaloncini · Calzettoni · Calzettoni | Manica sinistra · Manica sinistra · Maglietta · Maglietta · Manica destra · Manica destra · Pantaloncini · Pantaloncini · Calzettoni · Calzettoni |  |

## Organigramma societario
Area direttiva
- Presidente: Louis Fonteneau

Area tecnica
- Direttore sportivo: Robert Budzynski
- Allenatore: Jean-Claude Suaudeau

## Rosa
| N. |                    | Ruolo | Calciatore                 |
| -- | ------------------ | ----- | -------------------------- |
|    | Francia (bandiera) | P     | Jean-Paul Bertrand-Demanes |
|    | Francia (bandiera) | P     | Dominique Leclercq         |
|    | Francia (bandiera) | D     | William Ayache             |
|    | Francia (bandiera) | D     | Michel Bibard              |
|    | Francia (bandiera) | D     | Maxime Bossis (capitano)   |
|    | Francia (bandiera) | D     | Michel Der Zakarian        |
|    | Francia (bandiera) | D     | Patrice Rio                |
|    | Francia (bandiera) | D     | Thierry Tusseau            |
|    | Francia (bandiera) | C     | Seth Adonkor               |
|    | Francia (bandiera) | C     | Jean-Jacques Eydelie       |
|    | Francia (bandiera) | C     | Michel Furic               |

| N. |                       | Ruolo | Calciatore        |
| -- | --------------------- | ----- | ----------------- |
|    | Francia (bandiera)    | C     | Patrice Lecornu   |
|    | Francia (bandiera)    | C     | Pierre Morice     |
|    | Argentina (bandiera)  | C     | Oscar Muller      |
|    | Francia (bandiera)    | C     | Fabrice Poullain  |
|    | Danimarca (bandiera)  | A     | Henrik Agerbeck   |
|    | Francia (bandiera)    | A     | Loïc Amisse       |
|    | Francia (bandiera)    | A     | Bruno Baronchelli |
|    | Jugoslavia (bandiera) | A     | Vahid Halilhodžić |
|    | Francia (bandiera)    | A     | Fabrice Picot     |
|    | Francia (bandiera)    | A     | Christophe Robert |
|    | Francia (bandiera)    | A     | José Touré        |

## Statistiche

### Statistiche di squadra
| Competizione     | Punti | Totale | Totale | Totale | Totale | Totale | Totale | DR  |
| Competizione     | Punti | G      | V      | N      | P      | Gf     | Gs     | DR  |
| ---------------- | ----- | ------ | ------ | ------ | ------ | ------ | ------ | --- |
| Division 1       | 58    | 38     | 24     | 10     | 4      | 77     | 29     | +48 |
| Coppa di Francia | -     | 10     | 6      | 3      | 1      | 23     | 7      | +15 |
| Totale           | -     | 48     | 30     | 13     | 5      | 100    | 36     | +64 |

### Andamento in campionato
| Giornata  | 1  | 2 | 3 | 4 | 5 | 6 | 7 | 8 | 9 | 10 | 11 | 12 | 13 | 14 | 15 | 16 | 17 | 18 | 19 | 20 | 21 | 22 | 23 | 24 | 25 | 26 | 27 | 28 | 29 | 30 | 31 | 32 | 33 | 34 | 35 | 36 | 37 | 38 |
| --------- | -- | - | - | - | - | - | - | - | - | -- | -- | -- | -- | -- | -- | -- | -- | -- | -- | -- | -- | -- | -- | -- | -- | -- | -- | -- | -- | -- | -- | -- | -- | -- | -- | -- | -- | -- |
| Luogo     | T  | C | T | C | T | C | T | C | T | C  | T  | C  | T  | C  | T  | C  | T  | T  | C  | T  | C  | T  | C  | T  | C  | T  | C  | T  | C  | T  | C  | T  | C  | T  | C  | C  | T  | C  |
| Risultato | N  | V | V | V | P | V | V | V | V | P  | V  | V  | N  | V  | V  | N  | V  | N  | V  | N  | V  | N  | V  | V  | N  | P  | V  | V  | V  | N  | V  | P  | V  | N  | V  | V  | N  | V  |
| Posizione | 10 | 3 | 3 | 1 | 3 | 2 | 1 | 1 | 1 | 1  | 1  | 1  | 1  | 1  | 1  | 1  | 1  | 1  | 1  | 1  | 1  | 1  | 1  | 1  | 1  | 1  | 1  | 1  | 1  | 1  | 1  | 1  | 1  | 1  | 1  | 1  | 1  | 1  |

Fonte:  FC NANTES, su lfp.fr.
Legenda:

Luogo: C = Casa; T = Trasferta. Risultato: V = Vittoria; N = Pareggio; P = Sconfitta.

### Statistiche dei giocatori
| Giocatore             | Division 1 | Division 1 | Division 1  | Division 1 | Coppa di Francia | Coppa di Francia | Coppa di Francia | Coppa di Francia | Totale   | Totale | Totale      | Totale     |
| Giocatore             | Presenze   | Reti       | Ammonizioni | Espulsioni | Presenze         | Reti             | Ammonizioni      | Espulsioni       | Presenze | Reti   | Ammonizioni | Espulsioni |
| --------------------- | ---------- | ---------- | ----------- | ---------- | ---------------- | ---------------- | ---------------- | ---------------- | -------- | ------ | ----------- | ---------- |
| S. Adonkor            | 37         | 1          | 5           | 0          | 9                | 1                | ?                | ?                | 46       | 2      | 5+          | 0+         |
| H. Agerbeck           | 9          | 1          | 0           | 0          | 4                | 3                | ?                | ?                | 13       | 4      | 0+          | 0+         |
| L. Amisse             | 35         | 8          | 2           | 0          | 8                | 3                | ?                | ?                | 43       | 11     | 2+          | 0+         |
| W. Ayache             | 35         | 0          | 0           | 0          | 8                | 0                | ?                | ?                | 43       | 0      | 0+          | 0+         |
| B. Baronchelli        | 35         | 7          | 1           | 0          | 8                | 2                | ?                | ?                | 43       | 9      | 1+          | 0+         |
| J.P. Bertrand-Demanes | 38         | -29        | 1           | 0          | 10               | -7               | ?                | ?                | 48       | -36    | 1+          | 0+         |
| M. Bibard             | 22         | 0          | 3           | 0          | 10               | 0                | ?                | ?                | 32       | 0      | 3+          | 0+         |
| M. Bossis             | 35         | 5          | 0           | 0          | 9                | 1                | ?                | ?                | 44       | 6      | 0+          | 0+         |
| M. Der Zakarian       | 1          | 0          | 0           | 0          | 1                | 0                | ?                | ?                | 2        | 0      | 0+          | 0+         |
| J.J. Eydelie          | 0          | 0          | 0           | 0          | 0                | 0                | 0                | 0                | 0        | 0      | 0           | 0          |
| M. Furic              | 0          | 0          | 0           | 0          | 0                | 0                | 0                | 0                | 0        | 0      | 0           | 0          |
| V. Halilhodžić        | 36         | 27         | 1           | 0          | 9                | 5                | ?                | ?                | 45       | 32     | 1+          | 0+         |
| D. Leclercq           | 0          | -0         | 0           | 0          | 0                | -0               | 0                | 0                | 0        | -0     | 0           | 0          |
| P. Lecornu            | 0          | 0          | 0           | 0          | 0                | 0                | 0                | 0                | 0        | 0      | 0           | 0          |
| P. Morice             | 4          | 0          | 0           | 0          | 3                | 0                | ?                | ?                | 7        | 0      | 0+          | 0+         |
| O. Muller             | 29         | 3          | 0           | 0          | 7                | 0                | ?                | ?                | 36       | 3      | 0+          | 0+         |
| F. Picot              | 30         | 3          | ?           | 0          | 8                | 4                | ?                | ?                | 38       | 7      | ?           | 0+         |
| F. Poullain           | 21         | 4          | 0           | 0          | 6                | 0                | ?                | ?                | 27       | 4      | 0+          | 0+         |
| P. Rio                | 36         | 2          | 1           | 0          | 10               | 0                | ?                | ?                | 46       | 2      | 1+          | 0+         |
| C. Robert             | 0          | 0          | 0           | 0          | 0                | 0                | 0                | 0                | 0        | 0      | 0           | 0          |
| J. Touré              | 37         | 13         | 4           | 0          | 8                | 3                | ?                | ?                | 45       | 16     | 4+          | 0+         |
| T. Tusseau            | 37         | 2          | 0           | 0          | 10               | 1                | ?                | ?                | 47       | 3      | 0+          | 0+         |